# 胀果甘草
胀果甘草（学名：Glycyrrhiza inflata）为豆科甘草属下的一个种。

## 外部連結
- 甘草查爾酮A Licochalcone A （页面存档备份，存于） 中草藥化學圖像數據庫 (香港浸會大學中醫藥學院) （中文）（英文）

## 扩展阅读
- 維基物種上的相關：胀果甘草